# Clan Oyamada
Le clan Oyamada (小山田氏, Oyamada-shi) peut désigner cinq clans japonais de samouraïs différents. Ces cinq branches sont les suivantes :
- l'une prétend descendre du clan Taira. Le fameux général samouraï Oyamada Nobushige de l'époque Sengoku en est le descendant le plus connu ;
- l'une descend du clan Usa ;
- l'une prétend descendre des Fujiwara du nord par Uesugi Shigefusa ;
- l'une prétend être issue des Fujiwara du nord par Onomiya Saneyori ;
- l'une prétend descendre des Fujiwara du nord Kikuchi Noritaka.